# Nathan Connolly
Pour les articles homonymes, voir Connolly.
Nathan Connolly, né à Belfast, en Irlande du Nord, le 20 janvier 1981, est le guitariste solo et choriste du groupe de rock indépendant Snow Patrol.

## Biographie
Nathan Connolly commence la guitare à l'âge de 12 ans. Il chante par ailleurs dans une chorale de gospel à l'âge de 16 ans. Il se met sérieusement à la guitare en créant le groupe File Under Easy Listening (ou F.U.E.L.) en 1998 avec son cousin et deux camarades d'école. Le groupe sort un seul single avant d'être dissous. Il rencontre les membres de Snow Patrol lors d'une tournée en Irlande et se joint au groupe en 2002. Snow Patrol enregistre peu après son 3e album, Final Straw, qui apporte à la formation la notoriété internationale. Il est depuis lors le guitariste solo du groupe.
Il est en couple avec l'actrice Laura Donnelly depuis 1999. Il vit dans le quartier de Crouch End, à Londres, dans la même rue que Jonny Quinn, le batteur de Snow Patrol.